# Wendel Geraldo Maurício da Silva
Wendel (Mariana, Brasil, 28 de abril de 1982) es un futbolista brasileño. Juega de centrocampista y su equipo actual es Zenit de San Petersburgo en Rusia.

## Biografía
Wendel Geraldo Maurício e Silva, más conocido como Wendel, es un futbolista que actúa como centrocampista ofensivo por la banda izquierda, aunque a veces es utilizado como delantero.
Empezó jugando en las categorías inferiores del Cruzeiro EC. En 2000 pasa a formar parte de la primera plantilla del club. Con este equipo gana una Liga y una Copa de Brasil en 2003. Además se proclama campeón en dos ocasiones del Campeonato Mineiro.
En 2004 se marcha a Portugal para jugar con el CD Nacional.
Al año siguiente regresa a su país, en donde ficha por el Santos FC. Esa temporada conquista el Campeonato Paulista.
El 25 de agosto de 2006 firma un contrato con su actual club, el Girondins de Burdeos. Debuta en la Ligue 1 el 9 de septiembre en el partido Girondins 3-2 OGC Niza. En ese encuentro Wendel anotó el segundo gol de su equipo. 
Al año siguiente gana la Copa de la Liga de Francia, al imponerse en la final al Olympique de Lyon por un gol a cero. En la temporada 2007-08, donde Wendel es elegido mejor jugador del Girondins, su equipo queda segundo en la Ligue 1. Ese mismo verano conquista la Supercopa de Francia en un partido en el que Wendel jugó de titular.

## Clubes
| Club                      | País           | Año       |
| ------------------------- | -------------- | --------- |
| Cruzeiro Esporte Clube    | Brasil         | 2000-2004 |
| Clube Desportivo Nacional | Portugal       | 2004-2005 |
| Santos Futebol Clube      | Brasil         | 2005-2006 |
| FC Girondins de Burdeos   | Francia        | 2006-2011 |
| Al-Ittihad                | Arabia Saudita | 2011-2012 |
| Vasco da Gamma            | Brasil         | 2012-2013 |
| Sport Recife              | Brasil         | 2013-2015 |
| Goías                     | Brasil         | 2015-2016 |
| Ponte Preta               | Brasil         | 2016-2017 |
| Náutico                   | Brasil         | 2017-2018 |

## Estadísticas

### Ligas domésticas
| 2000    | Cruzeiro             | Brasil   | Primera División | 3  | 0  |  |       |  |  |     |    |
| 2001    | Cruzeiro             | Brasil   | Primera División | 1  | 0  |  |       |  |  |     |    |
| 2002    | Cruzeiro             | Brasil   | Primera División | 15 | 0  |  |       |  |  |     |    |
| 2003    | Cruzeiro             | Brasil   | Primera División | 32 | 2  |  |       |  |  |     |    |
| 2004    | Cruzeiro             | Brasil   | Primera División | 37 | 2  |  |       |  |  |     |    |
| 2004/05 | CD Nacional          | Portugal | Primera División | 15 | 3  |  |       |  |  |     |    |
| 2005    | Santos               | Brasil   | Primera División | 27 | 1  |  |       |  |  |     |    |
| 2006    | Santos               | Brasil   | Primera División | 18 | 2  |  |       |  |  |     |    |
| 2006/07 | Girondins de Burdeos | Francia  | Ligue 1          | 29 | 5  |  |       |  |  |     |    |
| 2007/08 | Girondins de Burdeos | Francia  | Ligue 1          | 36 | 12 |  |       |  |  |     |    |
| 2008/09 | Girondins de Burdeos | Francia  | Ligue 1          | 29 | 4  |  |       |  |  |     |    |
| 2009/10 | Girondins de Burdeos | Francia  | Ligue 1          | 20 | 7  |  | Total |  |  | 262 | 38 |

### Copas nacionales
| 2006/07 | Girondins de Burdeos | Francia | Copa de Francia | 4 | 1 |  |       |  |  |    |   |
| 2007/08 | Girondins de Burdeos | Francia | Copa de Francia | 3 | 0 |  |       |  |  |    |   |
| 2008/09 | Girondins de Burdeos | Francia | Copa de Francia | 5 | 2 |  |       |  |  |    |   |
| 2009/10 | Girondins de Burdeos | Francia | Copa de Francia | 7 | 4 |  | Total |  |  | 19 | 7 |

### Copas internacionales
| 2006/07 | Girondins de Burdeos | Francia | Champions League | 6 | 0 |  |       |  |  |    |   |
| 2007/08 | Girondins de Burdeos | Francia | Copa de la UEFA  | 5 | 1 |  |       |  |  |    |   |
| 2008/09 | Girondins de Burdeos | Francia | Champions League | 8 | 1 |  |       |  |  |    |   |
| 2009/10 | Girondins de Burdeos | Francia | Champions League | 7 | 0 |  | Total |  |  | 26 | 2 |

Actualizado el 10 de marzo de 2010.

## Títulos
- 1 Liga brasileña (Cruzeiro EC, 2003)
- 1 Copa de Brasil (Cruzeiro EC, 2003)
- 2 Campeonatos Mineiro (Cruzeiro EC, 2003 y 2004)
- 1 Campeonato Paulista (Santos FC, 2006)
- 2 Copa de la Liga de Francia (Girondins de Burdeos, 2007, 2009)
- 2 Supercopa de Francia (Girondins de Burdeos, 2008, 2009)
- 1 Liga francesa (Girondins de Burdeos, 2009)